# Bodegas Ysios

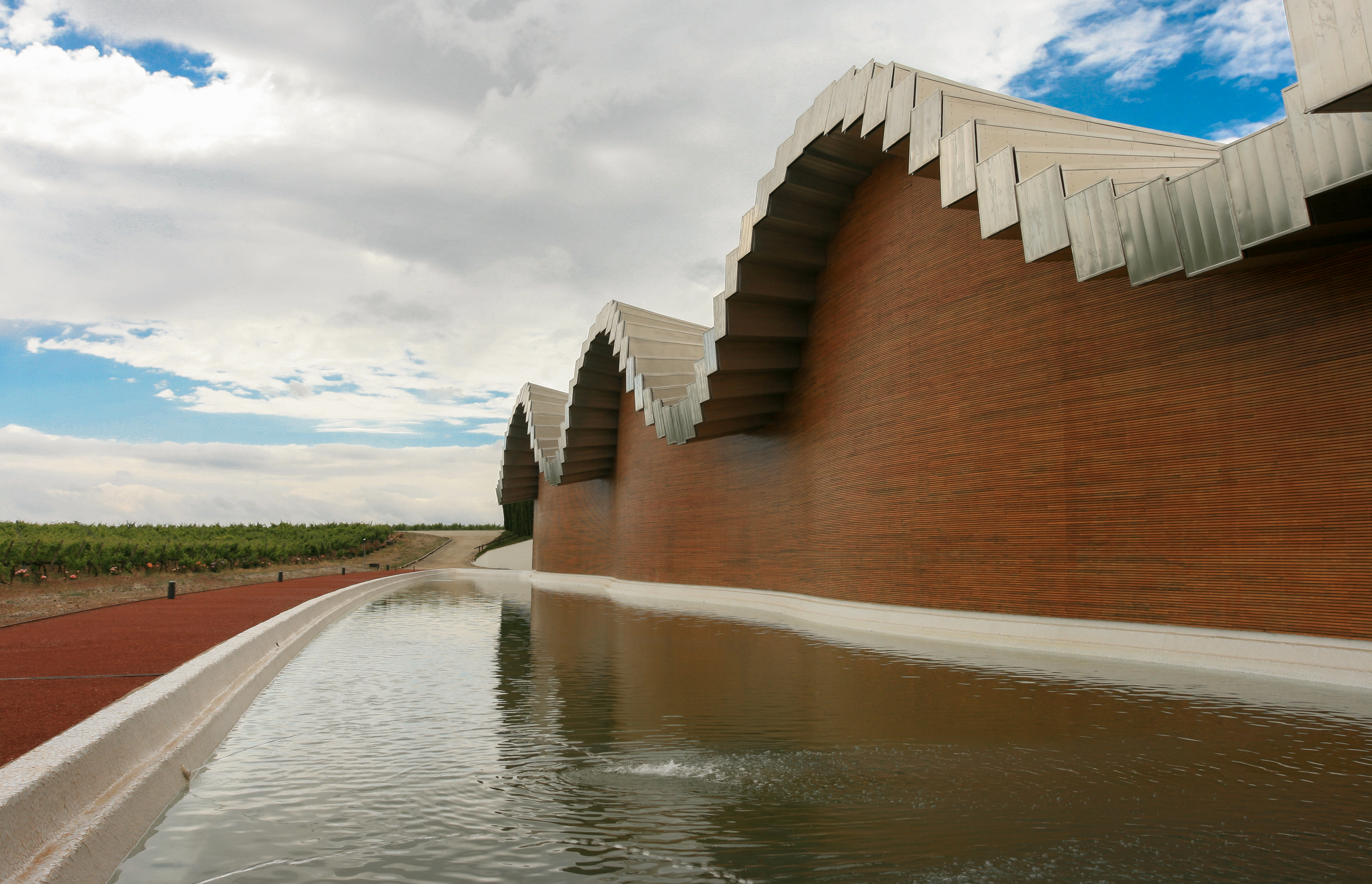

Il Bodegas Ysios è un edificio che ospita una cantina vinicola situato a Laguardia, in Spagna.

## Architettura
La cantina è stata progettata dall'architetto valenziano Santiago Calatrava per integrarsi con le dolci colline della Cordigliera Cantabrica ed è stata costruita da Ferrovial per Pernod Ricard.
La costruzione della cantina è iniziata nel 1998 ed è stata inaugurata nel 2001. Il tetto è costituito da travi in legno, disposte a formare una superficie ondulata e dotate di un rivestimento esterno in alluminio.
La struttura è situata all'interno di una campagna che si estende per 65 ettari coltivati a vigneti.